# Fraser Institute
Das Fraser Institute ist eine libertär-konservative Denkfabrik (Think Tank) mit Hauptsitz in Vancouver, Kanada. Sie ist Teil des libertären Atlas Network.
Das Institut wurde 1974 von Michael Walker gegründet und beschäftigt sich mit Fragen der Wirtschaft, Gesellschaft und Umwelt. Es propagiert eine stabilitätsorientierte Finanzpolitik und wirtschaftlichen Wettbewerb ohne Beschränkungen. Gefordert werden eine stärkere Integration in die US-amerikanische Wirtschaft und Privatisierungen, aber auch die Lockerung des Waffenrechts und die Legalisierung von Marihuana. Kritisiert werden zu hohe Staatsausgaben, Budgetdefizite, hohe Steuern und staatliche Maßnahmen gegen die globale Erwärmung. Unter anderem veröffentlicht das Institut seit 1996 jährlich den Economic Freedom of the World Report. 
Die Denkfabrik fördert über Tochtergesellschaften aktiv die Klimawandelleugnung. Finanziert wird sie unter anderem durch Gelder von ExxonMobil, Koch Industries und Richard Mellon Scaife.
Die Unterstützung der Tabakindustrie und die Diffamierung von wissenschaftlichen Studien über die Risiken des Rauchens brachten dem Fraser Institute scharfe Kritik ein ebenso wie seine Kampagnen gegen gesetzliche Mindestlöhne.
Das Fraser Institute ist als gemeinnützige Organisation eingetragen und wird durch Spenden und Mitgliedsbeiträge finanziert. Zu den Geldgebern zählen unter anderem ExxonMobil, Imperial Oil, Procter & Gamble sowie die Thomson Corporation. Niederlassungen des Instituts befinden sich in Calgary und Toronto.
Das Institut erhielt 2012 für die „Publikation von Forschungsarbeiten“ 100.000 Dollar vom Tabakkonzern Philip Morris International.